# Ingegerd

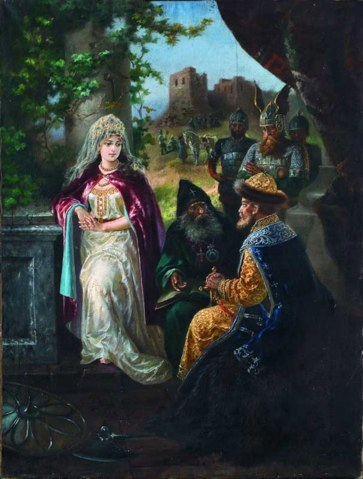
Jaroslaw der Weise und Ingegerd, Gemälde von Alexej Trankowskij

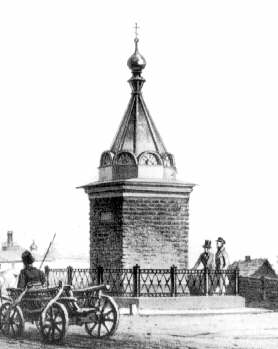
Irenensäule auf dem ehemaligen Frauenkloster in Kiew

Ingegerd (schwedisch Ingegerd Olofsdotter, russisch Ингигерда, orthodoxer Taufname Irina; * 1001 in Sigtuna; † zwischen 1049 und 1056) war die zweite Ehefrau von Jaroslaw dem Weisen, Großfürst von Kiew. Sie war die Mutter der Großfürsten Isjaslaw I., Swjatoslaw II. und Wsewolod I.
Es ist unsicher, ob sie mit Anna von Nowgorod identisch ist, die in der russisch-orthodoxen Kirche als Heilige verehrt wird (Gedenktage: 10. Februar, 3. April).

## Leben
Ingegerd war eine Tochter des schwedischen Königs Olaf Skötkonung und dessen Ehefrau Estrid, Tochter eines Obodritenfürsten.
Ingegerd sollte 1018 die Ehefrau des norwegischen Königs Olaf werden, um Frieden zwischen beiden Ländern herzustellen. Ingegerd und ihr Vater erschienen jedoch nicht zum vereinbarten Zeitpunkt am verabredeten Ort. Grund war ein alternatives Angebot von Jaroslaw, Fürst von Nowgorod und Anwärter auf den Großfürstenthron von Kiew.
1019 kam sie nach Nowgorod und nahm dort den orthodoxen Namen Irina an. Sie erhielt ein eigenes Herrschaftsgebiet um Ladoga. Möglicherweise geht die Bezeichnung Ingermanland für diese Gegend auf ihren Namen zurück. 
Ingegerd spielte eine aktive Rolle in der Politik ihres Mannes. Sie soll Truppen in den Auseinandersetzungen mit dem Fürsten Brjatscheslaw von Polozk befehligt haben. Auch an anschließenden Friedensverhandlungen war sie beteiligt.
Die englischen Prinzen Edward und Edwin flohen nach Kämpfen mit den Dänen zu ihr nach Ladoga. Der norwegische König Olaf II. floh nach seiner Vertreibung 1029 mit seinem Sohn und Thronfolger Magnus ebenfalls zu ihr.
1037 wurde in Kiew das erste Frauenkloster gegründet, das den Namen der heiligen Irene trug. Ingegerds Taufname war Irina, daher wird vermutet, dass sie die Initiatorin war.
Das Todesdatum ist unbekannt.
Der Upplander Pilgerweg Ingegerdsleden trägt ihren Namen.

## Nachkommen

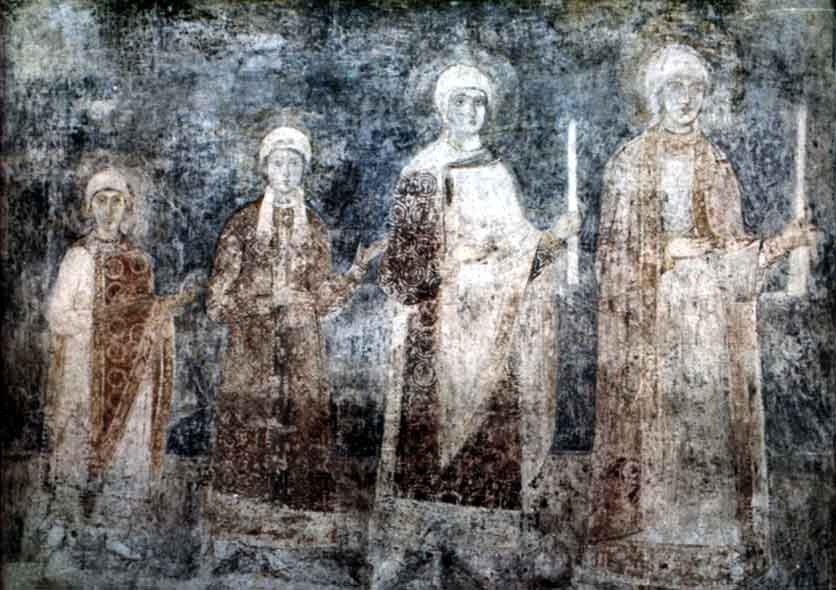
Anastasia, Elisabeth und Anna, Fresken in der Sophienkathedrale Kiew

- Wladimir II. Holti (* 1020; † 4. Oktober, 1052) Fürst von Nowgorod
- Elisabeth von Kiew, ⚭ Harald III. König von Norwegen
- Anastasia von Kiew (* 1023; † ca. 1074), ⚭ Andreas I. König von Ungarn
- Isjaslaw I. (* 1024; † 1078), Großfürst von Kiew, ⚭ Gertrude von Polen, Tochter des polnischen Königs Mieszko II. Lambert
- Swjatoslaw II. (* 1027; † 1076), Großfürst von Kiew
- Wsewolod I. (* 1030; † 13. April 1093), Großfürst von Kiew, ⚭ Irina, Tochter des byzantinischen Kaisers Konstantin IX.
- Anna von Kiew (* um 1024 bis 1035; † um 1075 bis 1089), ⚭ Heinrich I. König von Frankreich
- Wjatscheslaw († 1057), Fürst von Smolensk
- Igor († 1060), Fürst von Wladimir und Wolhynien